# Etiënne Esajas
Etiënne Esajas (Amsterdam, 4 novembre 1984) è un ex calciatore olandese, di ruolo attaccante.

## Carriera

### Club

#### Vitesse
Esajas fa il suo debutto nel calcio professionistico con il Vitesse nella stagione 2005-06, rimanendovi fino all'agosto 2007.

#### Sheffield Wednesday
Nell'agosto 2007 Esajas firma un contratto triennale con lo Sheffield Wednesday, viene acquistato in sostituzione di Chris Brunt, appena passato al West Bromwich per £ 3.500.000. Allo Sheffield prende la maglia numero 11. Fa il suo debutto con la nuova squadra entrando al cinquantacinquesimo minuto della partita persa 1-0 contro il Bristol City al posto di Burton O'Brien, in questa partita sfiora il gol con un calcio di punizione, ma la gioia gli viene negata da Adriano Basso, grazie alla sua buona partita parte titolare anche nella partita successiva, persa 1-0 contro il Preston North End.
L'11 settembre 2007 Esajas segna una doppietta nel 5-1 per le riserve dello Sheffield Wednesday contro il Grimsby Town. Il buon inizio gli permette di essere votato giocatore del mese dai tifosi dello Sheffield, tuttavia salta quasi tutta l'annata a causa di un infortunio ed a fine stagione totalizza solo 6 partite da titolare e 13 da subentrato.
Nella stagione successiva non gioca alla prima giornata di campionato, ma fa il suo debutto il 12 agosto 2008 nella partita di Football League Cup contro il Rotherham United, in quella partita Esajas segna una doppietta, ma, dopo i tempi supplementari, sbaglia un rigore, causando la sconfitta dello Sheffield. Nelle due partite successive, contro Wolverhampton Wanderers e Preston North End, gioca titolare e viene incluso nella squadra del campionato settimanale e vince per la seconda volta il premio di giocatore del mese dai tifosi, tuttavia deve rinunciare anche a una parte della stagione 2008-2009 per un nuovo infortunio.
Nel derby contro lo Sheffield United segna un gol con un calcio di punizione da 30 metri che vince il premio di gol dell'anno dello Sheffield Wednesday, e partecipa anche all'azione del primo gol.

#### Helmond Sport
Dopo la scadenza del suo contratto con lo Sheffield Wednesday, fa due settimane di prova con il Charlton Athletic, ma al termine di questo periodo il Charlton decide di non offrirgli un contratto. Successivamente torna nei Paesi Bassi firmando per l'Helmond Sport.